# La diva Julia (romanzo)
La diva Julia è un romanzo di William Somerset Maugham, pubblicato per la prima volta nel 1937. Nel 2004 dal romanzo è stato tratto il film Being Julia - La diva Julia.

## Trama
Julia Lambert è un'attrice teatrale di grande successo, vicina ai cinquanta. Il romanzo racconta la sua vita, il suo legame con il marito Michael e quello con il suo amante Tom. Julia è essenzialmente una donna priva di una reale identità, supera le avversità e si relaziona con le altre persone interpretando i personaggi che finora l'hanno resa un'attrice di successo.
Il romanzo, tipicamente novecentensco, dipinge un personaggio che rimane vincente, nonostante le disavventure che la vita le riserva. La vittoria di Julia sta proprio nella sua inconsapevolezza, capace di mascherare, fino quasi ad oscurare, la vera personalità. Si può distinguere, in ogni caso, un lieve sentimento di consapevolezza, segnalato dalla presenza del figlio Roger, l'unico a rendersi conto dell'irrealtà della personalità materna. 

## Edizioni
- William Somerset Maugham, La diva Julia, Adelphi, traduzione di Franco Salvatorelli, 2000 (terza edizione), pp. 276